# Andrea Migliavacca
Andrea Migliavacca (ur. 29 sierpnia 1967 w Pawii) – włoski duchowny katolicki, w latach 2015–2022 biskup San Miniato, biskup Arezzo-Cortona-Sansepolcro od 2022.

## Życiorys
Święcenia kapłańskie otrzymał 27 czerwca 1992 i inkardynowany został do diecezji Pawii. Był m.in. diecezjalnym opiekunem dziecięcej i młodzieżowej części Akcji Katolickiej, duszpasterzem młodzieży, notariuszem sądu biskupiego, wikariuszem sądowym, wicekanclerzem regionalnego sądu kościelnego Lombardii oraz rektorem seminarium diecezjalnego.
5 października 2015 papież Franciszek mianował go ordynariuszem diecezji San Miniato. Sakry udzielił mu 9 grudnia 2015 biskup Giovanni Giudici.
15 września 2022 został mianowany ordynariuszem diecezji Arezzo-Cortona-Sansepolcro. 